# Zatoka Papua
Zatoka Papua (ang. Gulf of Papua) – zatoka Morza Koralowego, położona u południowych wybrzeży Papui-Nowej Gwinei. Ma szerokość około 400 km.
Do Zatoki Papua uchodzą główne rzeki Papui-Nowej Gwinei: Fly, Kikori, Purari. Ważniejsze miasta położone nad zatoką to: Port Moresby (stolica kraju), Kerema, Kikori.